# Petaloptila mogon
Petaloptila mogon är en insektsart som beskrevs av Barranco 2004. Petaloptila mogon ingår i släktet Petaloptila och familjen syrsor. Inga underarter finns listade i Catalogue of Life.